# Ringerike GP 2024
De 47e editie van de wielerwedstrijd Ringerike GP vond plaats op 5 mei 2024. De wedstrijd startte en finishte in Hønefoss en was 171,2 kilometer lang. De wedstrijd maakte deel uit van de UCI Europe Tour, met de categorie 1.2. De Noor Idar Andersen, die een dag eerder ook de Sundvolden GP had gewonnen, won de wedstrijd.

## Uitslag
| Plaats  | Naam              | Ploeg                 | Tijd     |
| ------- | ----------------- | --------------------- | -------- |
| Winnaar | Idar Andersen     | Uno-X Mobility Dev.   | 4u06'36" |
| 2       | Henrik Fjellheim  | Sandvika              | + 28"    |
| 3       | Anton Stensby     | Coop-Repsol           | + 31"    |
| 4       | Marcin Budziński  | Mazowsze Serce Polski | z.t.     |
| 5       | Storm Ingebritsen | Coop-Repsol           | z.t.     |
| 6       | Ludvik Holstad    | Lillehammer CK        | z.t.     |
| 7       | Daniel Stampe     | Airtox-Carl Ras       | z.t.     |
| 8       | Jesper Stiansen   | Kristiansands CK      | z.t.     |
| 9       | Emil Iwersen      | BHS-PL Beton Bornholm | z.t.     |
| 10      | Conn McDunphy     | Skyline               | z.t.     |
| 11      | Tore Troelsen     | ColoQuick             | z.t.     |
| 12      | Sebastian Larsen  | Sandvika              | z.t.     |
| 13      | Morthen Baksaas   | Ringerikskraft        | z.t.     |
| 14      | Halvor Sørbø      | Ringerikskraft        | z.t.     |
| 15      | Peder Gravås      | IL Stjørdals Blink    | z.t.     |
| 16      | Malte Hellerup    | Aalborg-Sparekassen   | z.t.     |
| 17      | Sebastian Veslum  | Asker CK              | z.t.     |
| 18      | Tord Wikander     | NCF Regio Vest        | z.t.     |
| 19      | André Drege       | Coop-Repsol           | z.t.     |
| 20      | Halvor Dolven     | Uno-X Mobility Dev.   | z.t.     |
|         |                   |                       |          |
| 29      | Lars Quaedvlieg   | Universe              | z.t.     |